# Mado
Mado (bra Mado, um Amor Impossível ou Mado... Um Amor Impossível) é um filme teuto-ítalo-francês de 1976, do gênero drama, dirigido por Claude Sautet.

## Prêmios e indicações
| Prêmio     | Categoria               | Recipiente      | Resultado |
| ---------- | ----------------------- | --------------- | --------- |
| César 1977 | Melhor som              | Jean-Pierre Ruh | Venceu    |
| César 1977 | Melhor ator coadjuvante | Jacques Dutronc | Indicado  |

## Elenco
- Michel Piccoli ....  Simon Léotard
- Ottavia Piccolo ....  Mado
- Jacques Dutronc ....  Pierre
- Charles Denner ....  Reynald Manecca
- Romy Schneider ....  Hélène
- Julien Guiomar ....  Lépidon
- Claude Dauphin ....  Vaudable
- Michel Aumont ....  Aimé Barachet
- Jean Bouise ....  André
- André Falcon ....  Mathelin
- Benoît Allemane ....  Antoine
- Jacques Richard ....  Girbal
- Jean-Denis Robert ....  Alex
- Nathalie Baye ....  Catherine
- Dominique Zardi ....  Crovetto
- Denise Filiatrault ....  Lucienne
- Bernard Fresson ....  Julien
- Jean-Paul Moulinot .... papa
- Nicolas Vogel .... Maxime
- Marc Chapiteau .... Francis

## Sinopse
Empresário Simon vê sua vida desmoronar quando seu sócio, Julien, suicida-se apavorado com o acúmulo de dívidas. Lépidon, concorrente de Simon, propõe comprar a empresa por um preço bem abaixo do esperado. Em meio a esse conflito, Julien conhece Mado, uma prostituta.